# Pterocactus megliolii
Pterocactus megliolii ist eine Pflanzenart der Gattung Pterocactus aus der Familie der Kakteengewächse (Cactaceae). Das Artepitheton megliolii ehrt den argentinischen Kakteensammler und Bergsteiger Silvio Meglioli.

## Beschreibung
Pterocactus megliolii bildet zylindrische und selten gegliederte Triebe. Sie sind bräunlich grün und werden 3 bis 10 Zentimeter lang und 0,5 bis 1,0 Zentimeter im Durchmesser. Die stark bewollten Areolen tragen wenige bis gar keine Glochiden. Pro Areole sind 4 bis 5 hell- bis dunkelbraune Mitteldornen vorhanden, manchmal fehlen sie aber auch. Die 10 bis 20 glasigen Randdornen liegen eng an den Trieben an und werden bis 2 Millimeter lang. Die Wurzeln sind knollig und bis 15 Zentimeter lang.
Die radförmigen, gelben Blüten werden bis 3 Zentimeter im Durchmesser groß. Die Früchte werden nicht größer als die Triebstärke.

## Verbreitung, Systematik und Gefährdung
Pterocactus megliolii ist in Zentral-Argentinien in der Provinz San Juan nördlich der Stadt San Juan auf sehr steinigen, kargen und trockenen Flächen in Höhenlagen von 500 bis 1000 Metern verbreitet.
Die Erstbeschreibung der Art erfolgte 1971 durch Roberto Kiesling. Ein nomenklatorisches Synonym ist Opuntia megliolii (R.Kiesling) Kiessling (2000).
In der Roten Liste gefährdeter Arten der IUCN wird die Art als „Least Concern (LC)“, d. h. als nicht gefährdet geführt. Die Entwicklung der Populationen wird als stabil angesehen.

## Nachweise